# Ваграм (Северна Каролина)
Ваграм (енгл. Wagram) град је у америчкој савезној држави Северна Каролина.

## Демографија
По попису из 2010. године број становника је 840, што је 39 (4,9%) становника више него 2000. године.
| Група             | 2000.       | 2010.       |
| Белци             | 360 (44,9%) | 339 (40,4%) |
| Афроамериканци    | 385 (48,1%) | 413 (49,2%) |
| Азијати           | 4 (0,5%)    | 7 (0,8%)    |
| Хиспаноамериканци | 5 (0,6%)    | 8 (1,0%)    |
| Укупно            | 801         | 840         |